# Kotiv, Kozeleț
Kotiv (în ucraineană Котів) este un sat în comuna Parhîmiv din raionul Kozeleț, regiunea Cernihiv, Ucraina. În secolul al XIX-lea, satul făcea parte din volostul Vovciok, uezdul Oster.

## Demografie
Componența lingvistică a localității Kotiv
     Ucraineană (99,64%)
     Alte limbi (0,36%)
Conform recensământului din 2001, majoritatea populației localității Kotiv era vorbitoare de ucraineană (99,64%), existând în minoritate și vorbitori de alte limbi.